# Siječanjski događaji u Litvi
Siječanjski događaji u Litvi odvijali su se u razdoblju od 11. do 13. siječnja 1991. nakon proglašenja ponovne uspostave neovisne Litve. Pritom je zbog intervencije sovjetskih oružanih snaga poginulo četrnaest civila dok je više od tisuću ozlijeđeno. Događaji su se uglavnom koncentrirali u glavnome gradu Vilniusu.

## Tijek događaja

### 11. siječnja
Ujutro, predsjednik Vrhovnog Vijeća Vytautas Landsbergis i premijer Albertas Šimėnas upoznati su s ultimatumom "Demokratskog Kongresa Litve" u kojem se traži da do 15:00 prihvate Gorbačovljev zahtjev.
- 11:50

sovjetske postrojbe zauzimaju zgradu Nacionalnog ministarstva obrane.
- 12:00

sovjetske postrojbe uz pomoć tenkova i drugih oklopnih vozila, okružuju i zauzimaju zgradu novinarstva u Vilniusu. Sovjetski vojnici koriste borbenu municiju nakon čega je nekoliko ljudi hospitalizirano, neki od njih s prostrijelnim ranama te ozljedama od premlaćivanja.
- 12:15

sovjetski padobranci zauzimaju zgradu podružnice Nacionalnog ministarstva obrane u gradu Alytus.
- 15:00

na konfrenciji za novinare u zgradi Centralnog komiteta Komunističke partije Litve, vođa Ideološke divizije, pro-sovjetski Juozas Jermalavičius obajvljuje stvaranje "Komiteta nacionalnog spasenja Litavske SSR" koji će biti jedina legitimna vlast u Litvi. Prema njegovim riječima, prisutnost sovjetskih jedinica bila je garancija funkcioniranja Ustava na teritoriju Litavske SSR.
- 16:40

ministar vanjskih poslova Algirdas Saudargas šalje diplomatsku notu sovjetskom ministarstvu vanjskih poslova u kojoj izražava zabrinutost zbog nasilja sovjetskih snaga u Litvi.
- 21:00

sovjetske postrojbe zauzimaju televizijski centar u gradu Nemenčinė.

### 12. siječnja
Tijekom noćnog zasjedanja Vrhovnog vijeća, predsjednik Vytautas Landsbergis objavljuje da je tri puta bezuspješno pokušao kontaktirati Mihaila Gorbačova. Zamjenika Ministra obrane SSSR-a, general Vladislav Achalov stiže u Litvu i preuzima kontrolu nad svim vojnim operacijama. Ljudi iz cijele Litve započinju okruživati glavne strateške građevine: Vrhovno vijeće, Radio i televizijski komitet, Vilniuški TV toranj.